# Зграда Полугимназије у Шапцу
Зграда полугимназије у Шапцу је подигнута 1857. године у центру града са улазом из једне од главних градских улица. Представља непокретно културно добро као споменик културе од великог значаја.

## Историјат
Иако је гимназија у Шапцу основана 1837. године, где се настава одржавала по приватним кућама, у Јевремовом конаку, у кући Кузмана Лазаревића тек куповином плацева преко пута Владичанског двора (данас Библиотеке шабачке), кренуло се у изградњу зграде. Посао за изградњу је добио Шапчанин, Karel Ščasni. Зграда Полугимназије отворена је 8. новембра 1857, а освештана је два дана касније, док се прво школско звоно огласило 11. новембра 1857. У зградама школе су боравиле аустроугарска војска за време Првог светског рата, и немачка војска током Другог светског рата при чему су више пута демолиране и пљачкане. Током наредних година вршене су разне поправке и проширења, да би се 1954. године приземни део уступио Градском музеју, који добија целу зграду на располагање 1961. године. 
Зграда је 1955. године, као посебан примерак градске архитектуре и ради културно-просветне мисије коју је имала Шабачка гимназија, проглашена спомеником културе од великог значаја и стављена под заштиту државе.

## Опис
Лоцирана на регулационој линији две улице зграда је постављена као слободностојећи објекат са видљивим и подједнако третираним свим фасадама. То је први по плану изведен школски објекат у тадашњој Србији. Реализован је средином 19. века, под утицајима западноевропске архитектуре која полако у то време продире у наше крајеве. Зграда има правоугаону основу са симетрично решеном главном фасадом из Масарикове улице на којој доминира средишњи ризалит са централно постављеним лучно засведеним улазом. Спратни објекат има у вертикалној оси поређане лучне прозорске отворе са плитком пластичном декорацијом. У врху је кровни венац богато декорисан геометријском профилацијом. 